# Дивизия Гюдена (Первая империя)
Пехотная дивизия Гюдена (фр. Division d'infanterie de Gudin) — пехотная дивизия Франции периода наполеоновских войн.

## История дивизии

### Формирование дивизии
Дивизия сформирована Первым консулом 29 августа 1803 года в лагере Брюгге, который находился под началом генерала Даву. Входила в состав Армии Берегов Океана. Командиром дивизии был назначен Франсуа Дюрютт, только 27 августа произведённый в звание дивизионного генерала. В состав дивизии вошли следующие полки:
- 7-й полк лёгкой пехоты;
- 12-й полк линейной пехоты;
- 25-й полк линейной пехоты;
- 85-й полк линейной пехоты.

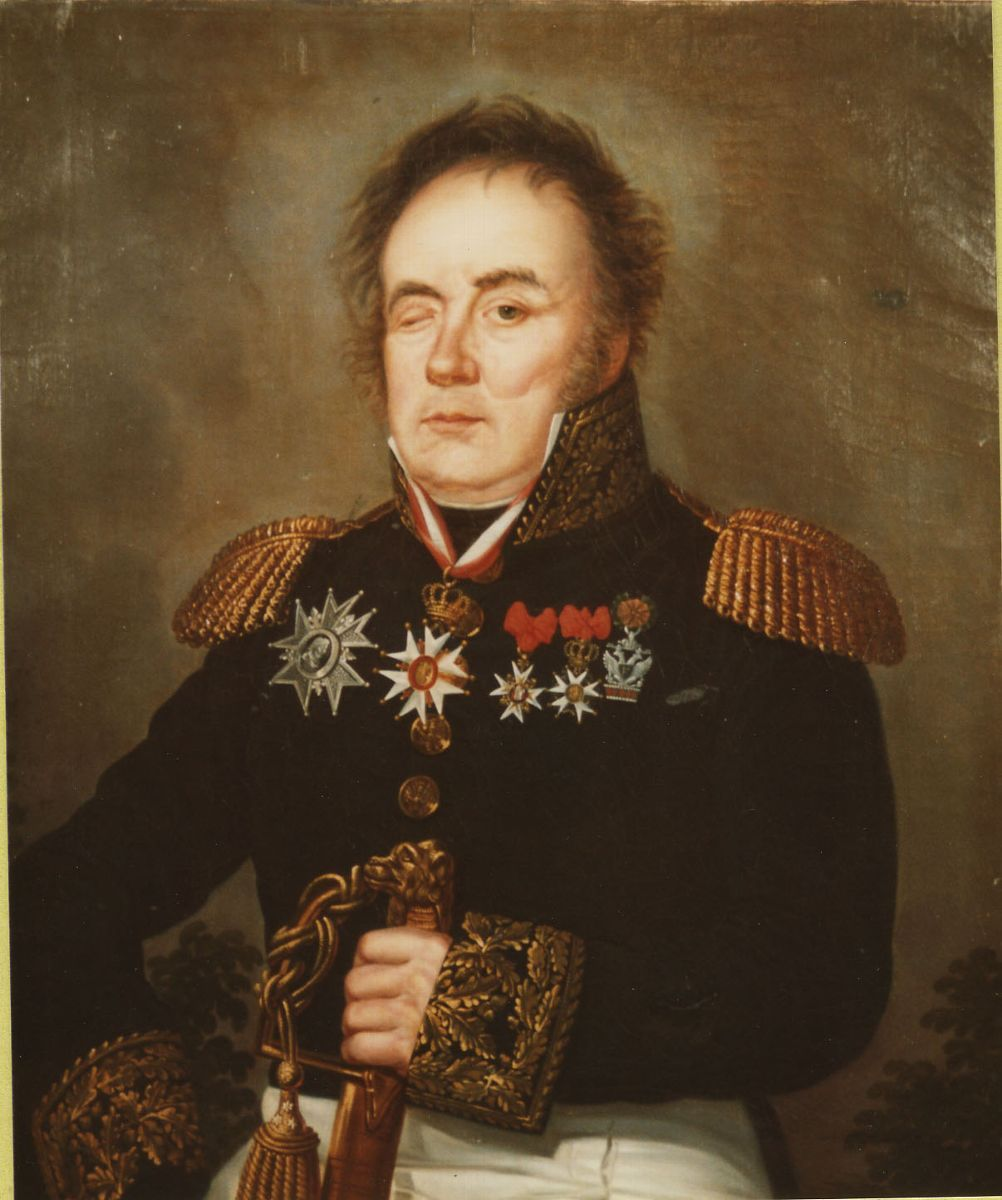
Генерал Дюрютт

Для дивизии были построены казармы в Дюнкерке. Однако, уже 29 ноября 1803 года из состав дивизии был исключён 7-й лёгкий полк, и заменён 21-м полком линейной пехоты.
22 августа 1804 года Дюрютт впал в немилость у Наполеона как сторонник опального генерала Моро, и был снят с должности, и назначен командующим 10-го военного округа в Тулузе. На посту командира 23 августа его сменил Этьен Гюден.

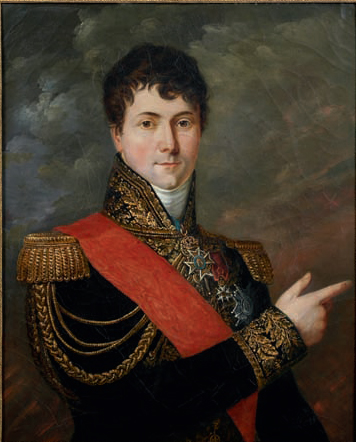
Генерал Гюден

Готовясь к высадке в Британию, корпус Даву в период с марта по июль 1805 года собрался вокруг Амблетёза в Па-де-Кале. Однако, в августе ситуация резко изменилась и стала неизбежной война в Европе против Австрии и России.

### Австрийская кампания 1805 года
29 августа дивизия стала частью нового 3-го армейского корпуса маршала Даву в составе Великой Армии. 25 сентября 3-й корпус оказался в районе Мангейма, форсировал Рейн и затем двинулся на Нойбург и Дахау. Основная австрийская армия сгруппировалась вокруг Ульма, и цель маневра заключалась в окружении этих сил. Даву было поручено расположиться перед Дахау, чтобы заблокировать любое продвижение австрийцев, которые выйдут из Италии и поддержать Бернадота, который оккупирует Мюнхен. После капитуляции Ульма 20 октября Великая Армия двинулась на Вену. 29 октября дивизия у Мюльдорф впервые столкнулась с русскими. Затем была переправа через Зальцу в Крайбурге. 4 ноября дивизия находилась в Штайре, где пересекла мосты, преследуя австрийский армейский корпус Мерфельдта. 15 ноября вступила в Вену, 23 ноября прибыла в Пресбург. 27 ноября полковник 12-го полка Верже и капитан Марбёф захватили 30 вражеских гусар у моста в Нойдорфе. Дивизия получила отдых на несколько дней, пока остальная часть французской армии передвигалась в Моравию. Даву имеет при себе только свои 2-ю и 3-ю дивизии, первая была передана маршалу Ланну. 28 ноября Наполеон попросил Даву прийти форсированным маршем к месту генерального сражения. Однако, дивизия Гюдена смогла прибыть лишь 3 декабря, и участвовала в преследование русских, которое Кутузов пытался замедлить, сообщая о ложном перемирии. Затем весь 3-й корпус расквартировывался у венгерской границы. В начале 1806 года 3-й корпус отступил и перезимовал в Баварии. Даву поставил перед собой цель перевооружить и продолжить обучение своих людей.

### Русская кампания 1812 года
1 апреля 1812 года получила 3-й порядковый номер в Великой Армии.
13(25).6.1812 дивизия переправилась через р. Неман у Понемуня (в р-не Ковно). В начале похода 3-я и 4-я фузелерные роты Мекленбург-Стрелицкого батальона оставлены в местечке Видзы (в дивизии осталось 17,5 батальонов). В Смоленском сражении дивизия 5(17) августа атаковала Мстиславльское предместье (при ней находился командир корпуса маршал Л. Н. Даву со штабом), ее потери составили 1731 чел. (в т. ч. 294 чел. убитыми).
В сражении 7(19) августа при Валутиной горе ее части форсировали р. Страгань, атаковали отряд генерал-майора П. А. Тучкова и отбросили его. В этом бою генерал Гюден был смертельно ранен, вместо него дивизию возглавил бригадный генерал Жерар. Продолжив наступление, части дивизии штыками опрокинули Екатеринославский гренадерский полк (генерал Тучков был ранен и взят в плен). Потери дивизии – 2297 чел. (в т. ч. 95 офицеров). За этот бой 87 чинов дивизии награждены орденом Почетного легиона, а 127-й линейный полк(рейнский) за отличие получил орла. 21 августа (2 сентября) под Гжатском в строю числилось свыше 5000 чел. при 28 орудиях.
В ночь на 26 августа (7 сентября) дивизия подчинена Богарне, утром перешла на правый берег р. Колочь по мостам, сооруженным выше Бородина, и заняла позицию позади Семеновского ручья, в резерве за 1-й пехотной дивизией. Около 9 часов утра и около 15 часов ее части участвовали в атаках на Курганную батарею. Во время 2-й атаки 21-й линейный полк ворвался на батарею с ее левого фаса, позже выдвинулся на восток и ружейным огнем отразил натиск русской конницы. К вечеру части дивизии были отведены назад.
С 3(15) по 7(19) сентября дивизия размещалась у западных окраин Москвы, затем квартировала в самом городе (в Хамовнических казармах). Тогда же число бригад сокращено до 2-х (1-й командовал генерал Леклерк, 2-й – бригадный генерал Г. Ж. Фабр).
К 7(19) октября дивизия насчитывала около 4000 чел., она участвовала в Малоярославецком сражении, в боях под Колоцким монастырем, Вязьмой, Смоленском и Красным. 15(27) ноября ее части переправились через Березину. 30 ноября (1 декабря) остатки дивизии перешли Неман, командир дивизии генерал Жерар 1(13) – 2(14) декабря участвовал вместе с маршалом М. Неем в арьергардных боях при Ковно, прикрывая отход остатков Великой армии к Кенигсбергу. К 19(31).12.1812 уцелевшие офицеры и солдаты дивизии были собраны в Торне. В февр. 1813 дивизия расформирована.
А. А. Васильев (Энциклопедия «1812»)
Воссоздана в июне 1813 года, и сражалась под началом маршала Даву до мая 1814 года.

## Командование дивизии

### Командиры дивизии
- дивизионный генерал Франсуа Дюрютт (29 августа 1803 – 22 августа 1804)
- дивизионный генерал Этьен Гюден (23 августа 1804 – 17 августа 1812)
  - бригадный генерал Жозеф Дольтанн (декабрь 1806)
  - дивизионный генерал Жак Пюто (июль 1809 – август 1809)
- бригадный (с 23 сентября 1812 – дивизионный) генерал Этьен-Морис Жерар (17 августа 1812 – 7 марта 1813)
- дивизионный генерал Луи Анри Луазон (18 июня 1813 – 12 мая 1814)

### Начальники штаба дивизии
- полковник штаба Клод Эрво (29 августа 1803 – 31 декабря 1804)
- полковник штаба Антуан Делоц (31 декабря 1804 – 20 октября 1806)
- полковник штаба Виктор Аллен (20 октября 1806 – 20 августа 1807)
- полковник штаба Франсуа-Феликс Ренарди (сентябрь 1807 – 1809)
- командир эскадрона Пьер Гомбо (март 1809 – 1 июля 1809)
- полковник штаба Гаспар Форнье д’Альб (1 июля 1809 – 20 сентября 1809)
- полковник штаба Мишель Мора (5 декабря 1810 – 3 ноября 1812)
- полковник штаба Франсуа Лекутюрье (16 июня 1813 – 12 мая 1814)

### Командиры бригад
- бригадный генерал Жан Матьё Сера (29 августа 1803 – 1 февраля 1805)
- бригадный генерал Луи Грандо (29 августа 1803 – 2 марта 1805)
- бригадный генерал Николя Готье (1 февраля 1805 – 25 октября 1808)
- бригадный генерал Клод Пети (2 марта 1805 – 3 июня 1809)
- бригадный генерал Поль Тьебо (23 мая 1807 – 27 августа 1807)
- бригадный генерал Гийом Латрий де Лорансе (4 ноября 1808 – 28 марта 1809)
- бригадный генерал Жак Жилли (1 марта 1809 – 9 апреля 1809)
- бригадный генерал Жан Дюпплен (28 марта 1809 – 29 января 1810)
- бригадный генерал Луи Леклерк дез Эссар (20 мая 1809 – 12 мая 1814)
- бригадный генерал Жозеф Буайе де Ребваль (10 июня 1809 – 6 декабря 1811)
- бригадный генерал Жан-Шарль Дезайи (1 апреля 1811 – февраль 1813)
- бригадный генерал Этьен-Морис Жерар (14 марта 1812 – 19 августа 1812)

## Подчинение и номер дивизии
- 3-я пехотная дивизия в лагере Брюгге Армии Берегов Океана (29 августа 1803 года);
- 3-я пехотная дивизия 3-го армейского корпуса Великой Армии (29 августа 1805 года);
- 3-я пехотная дивизия Рейнской армии (15 октября 1808 года);
- 3-я пехотная дивизия 3-го армейского корпуса Армии Германии (1 апреля 1809 года);
- 3-я пехотная дивизия Эльбского обсервационного корпуса (19 апреля 1811 года);
- 3-я пехотная дивизия 1-го армейского корпуса Великой Армии (1 апреля 1812 года);
- 3-я пехотная дивизия 13-го армейского корпуса Великой Армии (1 июля 1813 года).

## Состав дивизии
- штаб дивизии (фр. état-major de la division)

- 7-й полк лёгкой пехоты (фр. 7e régiment d'infanterie légère)

в составе дивизии с 29 августа 1803 года по 29 ноября 1803 года, и с 21 февраля 1807 года по февраль 1813 года.
- 12-й полк линейной пехоты (фр. 12e régiment d'infanterie de ligne)

в составе дивизии с 29 августа 1803 года по февраль 1813 года.
- 25-й полк линейной пехоты (фр. 25e régiment d'infanterie de ligne)

в составе дивизии с 29 августа 1803 года по 19 апреля 1811 года.
- 85-й полк линейной пехоты (фр. 85e régiment d'infanterie de ligne)

в составе дивизии с 29 августа 1803 года по 13 февраля 1811 года.
- 21-й полк линейной пехоты (фр. 21e régiment d'infanterie de ligne)

в составе дивизии с 29 ноября 1803 года по февраль 1813 года.
- артиллерия (фр. artillerie de la division)

## Организация дивизии по датам
На 25 сентября 1805 года:
- 1-я бригада (командир – бригадный генерал Клод Пети)
  - 12-й полк линейной пехоты (командир – полковник Жан-Мари Верже)
  - 21-й полк линейной пехоты (командир – полковник Бертран Дюфур)
- 2-я бригада (командир – бригадный генерал Николя Готье)
  - 25-й полк линейной пехоты (командир – полковник Луи-Викторен Кассань)
  - 85-й полк линейной пехоты (командир – полковник Себастьян Виала)
    - Всего: 8 батальонов, 6728 человек

На 1 октября 1806 года:
- 1-я бригада (командир – бригадный генерал Клод Пети)
  - 12-й полк линейной пехоты (командир – полковник Жан-Мари Верже)
  - 21-й полк линейной пехоты (командир – полковник Пьер Деку)
- 2-я бригада (командир – бригадный генерал Николя Готье)
  - 25-й полк линейной пехоты (командир – полковник Луи-Викторен Кассань)
  - 85-й полк линейной пехоты (командир – полковник Себастьян Виала)
    - Всего: 8 батальонов, 8473 человек, 8 орудий

На 1 апреля 1807 года:
- 1-я бригада (командир – бригадный генерал Клод Пети)
  - 12-й полк линейной пехоты (командир – полковник Жозеф Мюллер)
  - 21-й полк линейной пехоты (командир – полковник Пьер Деку)
- 2-я бригада (командир – бригадный генерал Николя Готье)
  - 25-й полк линейной пехоты (командир – полковник Луи-Викторен Кассань)
  - 85-й полк линейной пехоты (командир – полковник Жан Дюпплен)
- 3-я бригада (командир – бригадный генерал Поль Тьебо)
  - 7-й полк лёгкой пехоты (командир – полковник Шарль Лямер)
    - Всего: 10 батальонов, около 7600 человек

На 5 июля 1809 года:
- 1-я бригада (командир – бригадный генерал Луи Леклерк дез Эссар)
  - 7-й полк лёгкой пехоты (командир – полковник Шарль Лямер)
- 2-я бригада (командир – бригадный генерал Жозеф Буайе де Ребваль)
  - 12-й полк линейной пехоты (командир – полковник Жан Тулуз)
  - 21-й полк линейной пехоты (командир – полковник Пьер Деку)
- 3-я бригада (командир – бригадный генерал Жан Дюпплен)
  - 25-й полк линейной пехоты (командир – полковник Мартен Дюнем)
  - 85-й полк линейной пехоты (командир – полковник Жан-Пьер Пья)
    - Всего: 15 батальонов, 10 508 человек, 22 орудия

На 25 июня 1812 года:
- 1-я бригада (командир – бригадный генерал Луи Леклерк дез Эссар)
  - 7-й полк лёгкой пехоты (командир – полковник Жан-Франсуа Ром)
- 2-я бригада (командир – бригадный генерал Жан-Шарль Дезайи)
  - 12-й полк линейной пехоты (командир – полковник Жан Тулуз)
- 3-я бригада (командир – бригадный генерал Этьен-Морис Жерар)
  - 21-й полк линейной пехоты (командир – полковник Франсуа Тёлле)
  - 127-й полк линейной пехоты (ганноверский)        (командир – полковник Кристиан Шаффер)
  - 7-й пехотный полк Рейнской конфедерации (командир – полковник фон Бонин)
  - 3-й лёгкий пехотный батальон Мекленбург-Штрелица (Батальон придан 127-му полку линейной пехоты в качестве 3-го батальона.)
    - Всего: 18 батальонов, 13 700 человек, 28 орудий, около 1100 лошадей

На 15 августа 1813 года:
- 1-я бригада (командир – бригадный генерал Станислав Мелжинский)
  - 15-й полк лёгкой пехоты
  - 44-й полк линейной пехоты
- 2-я бригада (командир – бригадный генерал Луи Леклерк дез Эссар)
  - 48-й полк линейной пехоты
  - 108-й полк линейной пехоты
    - Всего: 14 батальонов, 8273 человека, 14 орудий[3]

## Награждённые

### Знак Большого Орла ордена Почётного легиона
- Этьен Гюден, 14 августа 1809 – дивизионный генерал, командир дивизии

### Великие офицеры ордена Почётного легиона
- Этьен Гюден, 7 июля 1807 – дивизионный генерал, командир дивизии

### Комманданы ордена Почётного легиона
- Луи Грандо, 14 июня 1804 – бригадный генерал, командир 1-й бригады
- Франсуа Дюрютт, 14 июня 1804 – дивизионный генерал, командир дивизии
- Жан-Матьё Сера, 14 июня 1804 – бригадный генерал, командир 2-й бригады
- Жозеф Буайе де Ребваль, 21 сентября 1809 – бригадный генерал, командир 2-й бригады
- Жан Дюпплен, 21 сентября 1809 – бригадный генерал, бывший командир 3-й бригады
- Луи Леклерк дез Эссар, 21 сентября 1809 – бригадный генерал, бывший командир 1-й бригады
- Жан-Франсуа Ром, 11 октября 1812 – полковник, командир 7-го лёгкого
- Франсуа Тёлле, 11 октября 1812 – полковник, командир 21-го линейного

### Офицеры ордена Почётного легиона
- Жан-Мари Верже, 14 июня 1804 – полковник, командир 12-го линейного
- Себастьян Виала, 14 июня 1804 – полковник, командир 85-го линейного
- Луи-Жозеф Вьонне де Маренгоне, 14 июня 1804 – капитан 12-го линейного
- Бертран Дюфур, 14 июня 1804 – полковник, командир 21-го линейного
- Жан-Жермен Каральп, 14 июня 1804 – капитан 25-го линейного
- Луи-Викторен Кассань, 14 июня 1804 – полковник, командир 25-го линейного
- Франсуа Лами, 14 июня 1804 – лейтенант 12-го линейного
- Жозеф Леблан, 14 июня 1804 – младший лейтенант 12-го линейного
- Жан Миньо, 14 июня 1804 – сержант 21-го линейного
- Жан Перрюшо, 14 июня 1804 – лейтенант 85-го линейного
- Огюстен Помпье, 14 июня 1804 – лейтенант 25-го линейного
- Жозеф Сансен-Бреннер, 14 июня 1804 – лейтенант 12-го линейного
- Клод Эрво, 14 июня 1804 – полковник, начальник штаба дивизии
- Жан Дюпплен, 7 июля 1807 – полковник, командир 85-го линейного
- Шарль Лямер, 7 июля 1807 – полковник, командир 7-го лёгкого
- Жозеф Мюллер, 7 июля 1807 – полковник, командир 12-го линейного
- Пьер Гомбо, 29 апреля 1809 – командир эскадрона, и. о. начальника штаба дивизии
- Мартен Дюнем, 12 июля 1809 – полковник, командир 25-го линейного
- Буэн, 14 августа 1809 – лейтенант 85-го линейного
- Камескасс, 20 сентября 1809 – командир батальона 25-го линейного
- Бекер, 21 сентября 1809 – командир батальона 12-го линейного
- Констан, 21 сентября 1809 – капитан 21-го линейного
- Жан-Франсуа Ром, 18 июня 1812 – полковник, командир 7-го лёгкого
- Жан Тулуз, 18 июня 1812 – полковник, командир 12-го линейного
- Франсуа Тёлле, 26 июня 1812 – полковник, командир 21-го линейного
- Мишель Мора, 20 августа 1812 – полковник, начальник штаба дивизии
- д'Эр, 20 августа 1812 – капитан штаба дивизии
- Бейиф, 20 августа 1812 – майор 7-го лёгкого
- Реньяк, 20 августа 1812 – командир батальона 7-го лёгкого
- Маржери, 20 августа 1812 – командир батальона 7-го лёгкого
- Николь, 20 августа 1812 – командир батальона 12-го линейного
- Гарнье, 20 августа 1812 – командир батальона 12-го линейного
- Кристиан Шаффер, 20 августа 1812 – полковник, командир 127-го линейного
- Денель, 20 августа 1812 – командир батальона 127-го линейного
- Раби, 2 сентября 1812 – командир батальона 21-го линейного
- Фюзье, 2 сентября 1812 – командир батальона 21-го линейного
- Боже, 11 октября 1812 – второй майор 7-го лёгкого
- Дену, 11 октября 1812 – командир батальона 7-го лёгкого
- Фериоль, 11 октября 1812 – капитан 7-го лёгкого
- Бофор, 11 октября 1812 – капитан 7-го лёгкого
- Бонфийон, 11 октября 1812 – капитан штаба 12-го линейного
- Фужери, 11 октября 1812 – капитан 12-го линейного

### Командоры саксонского военного ордена Святого Генриха
- Этьен Гюден, 7 июня 1808 – дивизионный генерал, командир дивизии